# Архиепархия Лингайен-Дагупана

Провинция Пангасинан (выделено красным)

Архиепархия Лингайен-Дагупана (лат. Archidioecesis Lingayensis-Dagupanensis) — архиепархия Римско-Католической церкви с центром в городе Дагупан, Филиппины.  Архиепархия Лингайен-Дагупана распространяет свою юрисдикцию на провинцию Пангасинан. В митрополию Лингайен-Дагупана входят епархии Аламиноса, Кабанатуана, Сан-Фернандо, Сан-Хосе, Урданеты. Кафедральным собором архиепархии Лингайен-Дагупана является церковь святого Иоанна в городе Дагупан.  

## История
19 мая 1928 года Римский папа Пий XI издал буллу Continuam omnium, которой учредил епархия Лингайена, выделив её из епархии Новой Сеговии (сегодня – Архиепархия Новой Сеговии) и архиепархии Манилы. В этот же день епархия Лингайена вошла в митрополию Манилы.
11 февраля 1954 года кафедра епархии была перенесена в город Дагупан и епархия Лингайена была переименована в епархию Лингайен-Дагупана.
12 июня 1955 года епархия Лингайен-Дагупана передала часть своей территории для возведения новой территориальной прелатуры Ибы (сегодня – Епархия Ибы). 
16 февраля 1963 года епархия Лингайен-Дагупана передала часть своей территории новым епархиям Кабанатуана и Тарлака. В этот же день епархия Лингайен-Дагупана была возведена в ранг архиепархии.  
12 января 1985 года архиепархия Лингайен-Дагупана передала часть своей территории новым епархиям Аламиноса и Урданеты.
В городе Манаоаг находится Санктуарий Пресвятой Девы Марии Манаоаг.

## Ординарии архиепархии
- епископ Cesare Marie Guerrero (22.02.1929 – 16.12.1937);
- архиепископ Mariano Madriaga (17.03.1938 – 7.02.1973);
- архиепископ Federico G. Limon (7.02.1973 – 15.07.1991);
- архиепископ Oscar V. Cruz (15.07.1991 – 8.09.2009);
- епископ Сократес Буэнавентура Вильегас (8.09.2009 – по настоящее время).

## Источник
- Annuario Pontificio, Ватикан, 2007
- Булла Continuam omnium Архивная копия от 27 марта 2010 на Wayback Machine, AAS 22 (1930), стр. 261  (лат.)